# Zootropo

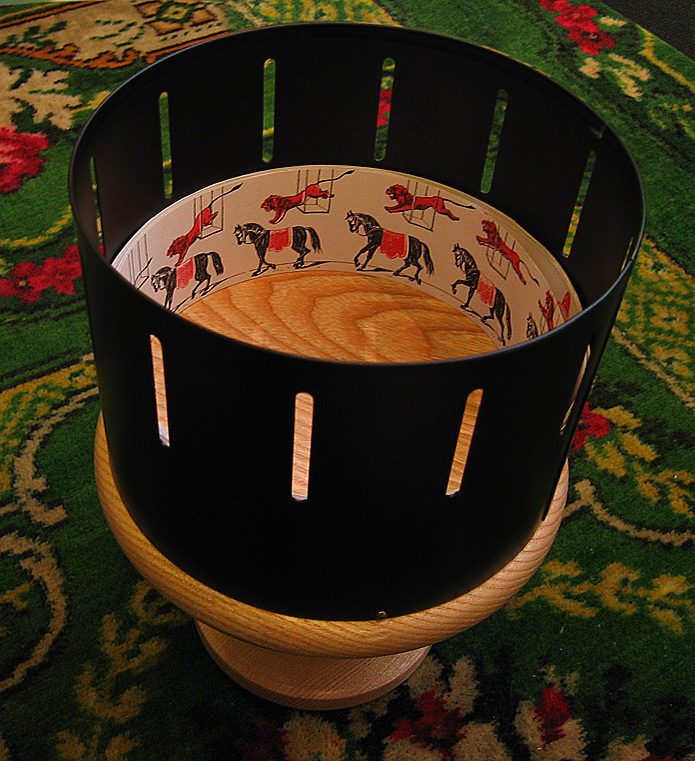
Réplica moderna de um Zootropo victoriano

O zootropo ou zootrópio, também denominado zoetrope ou daedelum, é uma máquina criada em 1834 por William George Horner, composta por um tambor circular com pequenas janelas recortadas, através das quais o espectador olha para desenhos dispostos em tiras. Ao girar, o tambor cria uma ilusão de movimento aparente. Era basicamente uma variante cilíndrica de um fenacistoscópio.

## Etimologia
O nome zootropo é composto dos radicais gregos ζωή zoe, "vida" e τρόπος tropos, "giro" ou "roda" como tradução de "roda da vida".
O termo foi cunhado pelo inventor William E. Lincoln.

## História
Foi um jogo muito popular em sua época e um dos avanços da óptica até a aparição do cinema, criado na primeira metade do século XIX.
Por meio dos brinquedos ópticos, o público infantil foi paulatinamente absorvido pela gradual expansão das indústrias em todo o mundo. Anos antes, o taumatrópio de John Ayrton Paris já fizera sucesso entre as crianças europeias. O zootrópio de Horner se propagou facilmente pelos Estados Unidos graças a Willian F. Lincoln, criando uma vagarosa, mas fundamental educação do olhar. Quando o cinema de fato chegou, cinquenta anos mais tarde, a cultura da ilusão do movimento criada por dispositivos científico-tecnológicos já estava firmada.